# Le Sous-officier Prichibéïev
Le Sous-officier Prichibéïev est une nouvelle d’Anton Tchekhov, publiée en 1885.

## Historique
Le Sous-officier Prichibéïev, dont le titre initial est Le Surveillant surnuméraire, a été arrêtée deux fois par la censure. La nouvelle est initialement publiée en 1885 dans la revue russe Le Journal de Pétersbourg, no 273. Aussi traduit en français sous le titre Le Chicaneur.

## Résumé
Le sous-officier Prichibéïev passe en jugement pour avoir injurié et s’être battu avec un gendarme, un garde et un syndic. Le juge l’interroge sur les circonstances de l’incident : ayant vu un attroupement au bord du canal, Prichibéïev a ordonné à tout le monde de se disperser, puis a reproché au gendarme Jiguine de ne pas avoir envoyé une estafette au juge d’instruction, cela pouvant être un crime. Cela a dégénéré quand le gendarme lui a répondu, il l’a frappé : « Qu’on s’abstienne de cogner sur un imbécile et la faute retombe sur vous ».
C’est au tour des témoins. Ils racontent comment Prichibéïev, qui est retiré de l’armée depuis quinze ans, martyrise le village : il empêche les attroupements, surveille les femmes mariées, interdit de chanter et la lumière dans les maisons. Le juge le condamne à un mois de prison. Prichibéïev ne comprend pas pourquoi il est condamné. À la sortie du tribunal, sa nature reprenant le dessus, il ordonne à des paysans de se disperser.

## Édition française
- Le Sous-officier Prichibéïev, traduit par Édouard Parayre, in Œuvres I, Paris, Éditions Gallimard, coll. « Bibliothèque de la Pléiade » no 197, 1968  (ISBN 978-2-07-0105-49-6).